# Sennek
Laura Groeseneken (Leuven, 1990. április 30. –), művésznevén Sennek – belga énekesnő és dalszerző. Ő képviselte Belgiumot a 2018-as Eurovíziós Dalfesztiválon, Lisszabonban. Az első elődöntőből nem sikerült továbbjutnia, mivel a 12. helyen végzett, 91 ponttal. Az IKEA nevű áruházban dolgozik.

## Diszkográfia
- A Matter of Time (2018)